# Кампо Сан Мартино
Ка̀мпо Сан Мартѝно (на италиански: Campo San Martino; на венециански: Canpo San Martin, Канпо Сан Мартин) е градче и община в Северна Италия, провинция Падуа, регион Венето. Разположено е на 28 m надморска височина. Населението на общината е 5784 души (към 2014 г.).